# نايف القاضي
نايف قاضي هو مدافع سعودي سابق في كرة القدم ولد في 3 أبريل 1979 ولعب لأندية الأهلي، الريان، الشباب كما مثل المنتخب السعودي الأول ويملك 45 مباراة دولية في مسيرته.

## إنجازاته مع الأندية

### مع النادي الأهلي
- كأس الأمير فيصل بن فهد (2): 2001، 2002
- كأس ولي العهد (1): 2002
- كأس الخليج للأندية (1): 2002
- كأس الأندية العربية (1): 2003
- دورة الصداقة الدولية لكرة القدم (2): 2002، 2003

### مع نادي الشباب
- كأس الملك (3): 2008، 2009، 2014
- دوري زين للمحترفين (1): 2012
- كأس السوبر السعودي (1): 2014
- كأس الأمير فيصل بن فهد (1): 2009
- دورة ART الودية (1): 2007

## إنجازاته مع المنتخب
- كأس الخليج العربي (1): 2003
- التأهل لنهائيات كأس العالم 2006

## روابط خارجية
- نايف القاضي على موقع قاعدة بيانات كرة القدم.إي يو (الإنجليزية)
- نايف القاضي على موقع ناشيونال فوتبول تيمز (الإنجليزية)
- نايف القاضي على موقع Soccerway.com (الإنجليزية)
- نايف القاضي على موقع عالم كرة القدم.نت (الإنجليزية)
- نايف القاضي على موقع كووورة